# Breve historia del planeta verde
 Breve historia del planeta verde  és una pel·lícula coproducció d'Alemanya, Argentina, Brasil i Espanya filmada en colors dirigida per Santiago Loza sobre el seu propi guió que es va estrenar el 30 de maig de 2019 i que va tenir com a actors principals a Romina Escobar, Paula Grinszpan i Luis Sodá.

## Argument
Quan Tania, una jove transsexual, ha de fer-se càrrec d'una criatura extraterrestre, rep ajuda de Pedro i Daniela, els seus amics de sempre, per a traslladar-la al lloc on va aparèixer per primera vegada iniciant així un viatge per zones desconegudes que els portaran a mirar dins de si mateixos.

## Repartiment
- Romina Escobar ... Tania
- Paula Grinszpan ... Daniela
- Luis Sodá ... Pedro
- Elvira Onetto

## Crítiques
María Fernanda Mugica a La Nación va opinar:
| « | ”…barreja elements de ciència-ficció, aventura, drama i un sentit de l'humor particular...Tal vegada és un acudit fàcil dir que la pel·lícula és una mica extraterrestre, ja que un dels seus personatges ho és literalment. Però allí sembla estar la clau d'un film en el qual la noció del diferent predomina en la seva narrativa i la seva estètica…Quan...descobreixen un extraterrestre moribund...estableixen una comunió d'amor i empatia que és una continuació d'aquella que mantenen entre ells des de la infància, quan la unió de les seves diferències els va permetre superar el menyspreu i el maltractament dels quals els tractaven com si anessin d'un altre planeta... excel·lents interpretacions del trio protagonista d'aquesta pel·lícula singular, que aconsegueix una connexió tant intel·lectual com afectiva.. | » |

Nazarena Brega va escriure a Clarín:
| « | ”Una sensació d'estranyesa ensomniada tenyida per l'al·legoria constant...relat sobre l'amistat de tres personatges marginals…La història és molt senzilla, però Pisa aconsegueix que aquesta road movie coquetegi amb el cinema d'aventures, la ciència-ficció, la fotonovel·la, el drama, la comèdia i algun gènere més. El director es va encarregar de definir Breve historia... com una pel·lícula trans, no per alguna necessitat d'etiquetar a Tania, sinó per a donar compte de les mutacions que travessa la narració… la pel·lícula...per moments s'acosta a una espècie de cinema infantil sobre les amistats i els llaços familiars…Però existeix una altra dimensió molt més fosca en aquesta pel·lícula inquietant per la tensió latent que transmet gairebé tota escena... Pisa reflexiona sobre les ferides i el dol en una pel·lícula que, en el context del cinema argentí contemporani, sembla sortida d'una altra galàxia. | » |

## Premis i nominacions
El film va guanyar el Premi Teddy al millor llargmetratge de cinema LGTB al 69è Festival Internacional de Cinema de Berlín de 2019 al Buenos Aires Festival Internacional de Cinema Independent de 2019 va obtenir el Premi atorgat per l'Asociación de Cronistas Cinematográficos de la Argentina a la Millor Pel·lícula i va ser nominada per al Premi a la Millor Pel·lícula de l'Argentina del Festival. També va guanyar el Premi Blood Window al LII Festival Internacional de Cinema Fantàstic de Catalunya.